# Aphaniosoma hungaricum
Aphaniosoma hungaricum is een vliegensoort uit de familie van de Chyromyidae. De wetenschappelijke naam van de soort is voor het eerst geldig gepubliceerd in 1981 door Soos.